# Kiriłł Borodaczow
Kiriłł Wiktorowicz Borodaczow (ros. Кирилл Викторович Бородачёв, ur. 23 marca 2000 w Samarze) – rosyjski szermierz, florecista, srebrny medalista olimpijski.
Walczy lewą ręką. Podczas igrzysk olimpijskich w Tokio zawodnicy Rosyjskiego Komitetu Olimpijskiego w składzie: Kiriłł Borodaczow, Władisław Mylnikow, Anton Borodaczow i Timur Safin zajęli drugie miejsce. Na tej samej imprezie zajął również ósmą pozycję w rywalizacji indywidualnej. W 2019 roku zdobył złoty medal na mistrzostwach świata juniorów w Toruniu.
Jego bratem bliźniakiem jest Anton Borodaczow.